# Olettà
Olettà (in amarico ሆለታ, Holäta; in oromo: Holataa) è una città dell'Etiopia ubicata ad ovest di Addis Abeba nella regione di Oromia.

## Storia
L'insediamento nacque con la costruzione della strada Addis Abeba - Ejerie: le case di quest'ultima città furono smantellate e portate in questo nuovo luogo. Divenne il nuovo "ritiro di campagna" per l'imperatore Menelik II e l'imperatrice Taitù Batùl. Secondo Richard Pankhurst, quando la coppia impetiale era in residenza, la popolazione del villaggio passvaa da circa 2.400 a ben 15.000 abitanti. Fu il primo luogo in Etiopia ad avere un mulino ad acqua permanente, costruito dall'italiano Giuseppe Vaudetto nel 1909 sull'omonimo fiume Oletta.
Durante l'occupazione italiana, l'architetto Saverio Dioguardi redasse per conto dell'O.N.C. i piani regolatori delle due "città gemelle" di Olettà e Biscioftù. L'Opera Nazionale Combattenti sotto la presidenza di Araldo di Crollalanza attraverso l'Azienda Africa Orientale costituì il comprensorio lungo la strada per Lechemti, disponendo nel 1940 di un centro urbano con i servizi essenziali, 98 case coloniche raggruppate in modo utile per la difesa da eventuali attacchi dei resistenti etiopici su circa 7 000 ettari. Nel maggio del 1939 si erano insediate 93 famiglie per un totale di 354 unità.
La città è meglio conosciuta come la sede dell'Accademia militare di Olettà. Fondata nel 1933 sa Tafarì, fu inaugurata nel gennaio 1935 e tenuta da cinque ufficiali svedesi, il primo corso per 120 cadetti non fu completato a causa della seconda guerra italo-etiope. L'accademia fu riaperta dopo che l'imperatore Hailé Selassié ritornò in Etiopia e celebrò il suo 25º anniversario dal 20 al 30 aprile 1960.[3] Dopo l'omicidio di Hadush Araya, uno dei capi militari del Fronte popolare di liberazione del Tigrè, avvenuto il 14 febbraio 1996, l'accademia è stata intitolata in sua memoria.

## Economia
Come gran parte dell'Etiopia, l'economia si basa principalmente sull'agricoltura, con l'industria in crescita. Habesha Cement ha annunciato che sta costruendo un nuovo cementificio entro i confini della città di Olettà. La città ospita una stazione di ricerca dell'Istituto etiope di ricerca agricola: fondata nel 1963, questa stazione è il centro nazionale per la ricerca per migliorare la coltivazione di orzo, colture oleaginose di montagna, patate e latticini.